# Yishuv

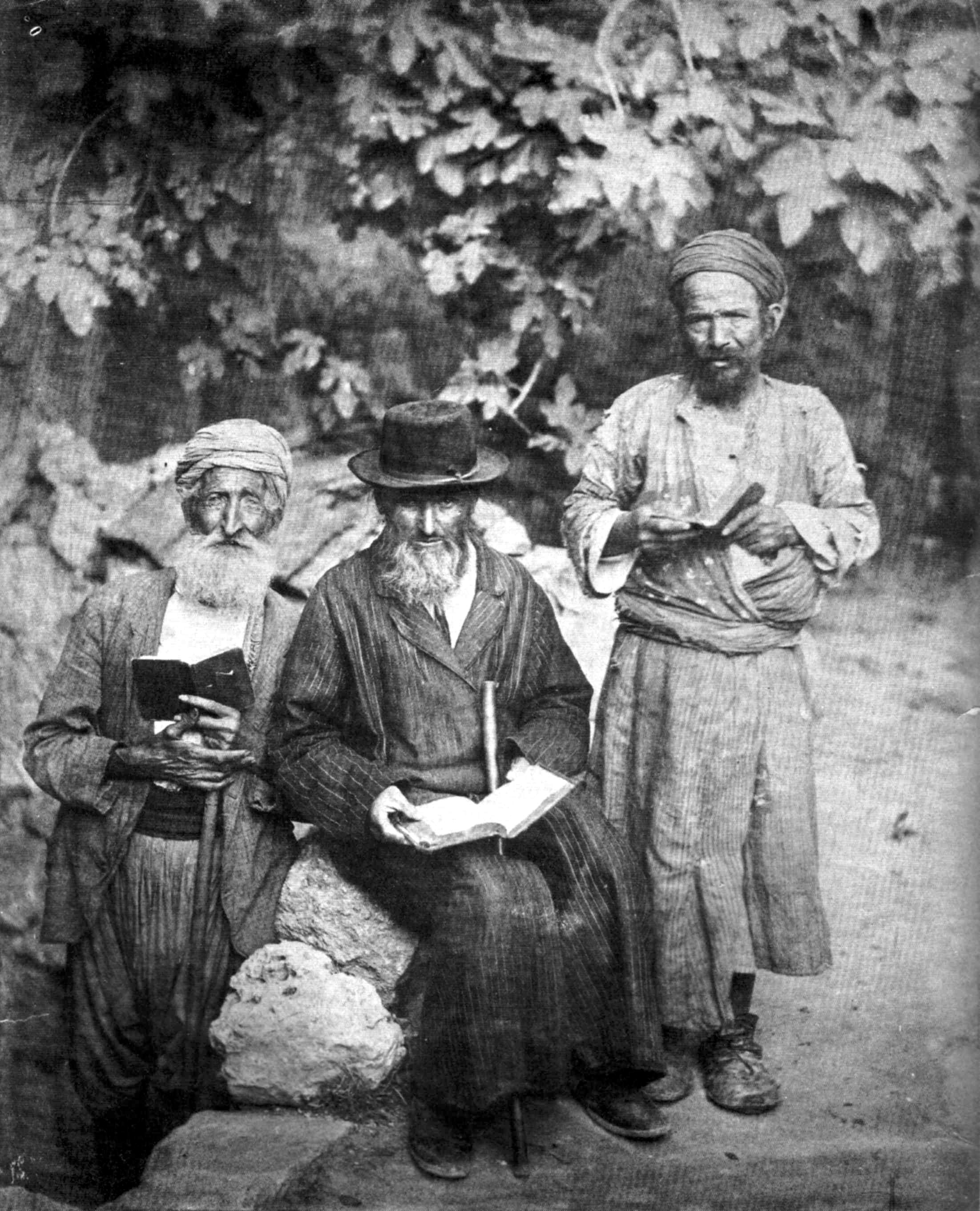
Ebrei del vecchio Yishuv nel 1895

Lo Yishuv (in ebraico: ישוב, letteralmente "insediamento"), od Ha-Yishuv (lo Yishuv, in ebraico: הישוב, oppure הישוב היהודי בארץ ישראל, Hayishuv Hayehudi b'Eretz Yisrael, "L'insediamento ebraico in terra d'Israele"), costituiva al principio del XX secolo la comunità ebraica che  abitava la Palestina in continuità con la comunità ivi presente precedentemente alla Prima Aliyah. I diversi termini nacquero per distinguere gli ebrei già presenti sul territorio da quelli arrivati con l'immigrazione del 1882, ed oggi sono usati ad indicare la popolazione ebraica presente sul territorio prima della creazione dello Stato di Israele.

## Descrizione
Si parla, precisamente, di vecchio Yishuv per indicare la popolazione ebraica presente prima del 1882 e di nuovo Yishuv per indicare gli ebrei giunti con la Prima Aliyah.
Gli appartenenti al vecchio Yishuv erano conservatori in materia di religione (anzi seguivano gli insegnamenti dell'ortodossia) e, mentre una buona quota di loro parlava arabo o ladino (i sefarditi), la componente aschenazita parlava lo yiddish. Gran parte della comunità, fino alla seconda metà del XIX secolo, aveva origini maghrebine, eredità espressa nelle peculiarità dei suoi dialetti arabi, che presentavano profonde influenze maghrebine. Non nutrivano grande affinità col movimento sionista. Ricevevano sostegno dagli ebrei della diaspora, quelli cioè viventi in altre parti del mondo. Erano circa 25.000 nel 1882, distribuiti principalmente fra Gerusalemme, Safad, Tiberiade, Hebron, Jaffa, Haifa, Peki'in, San Giovanni d'Acri, Nablus, Shfaram.
Entrarono in conflitto con la popolazione araba, specialmente i fellah (contadini), quando parteciparono alla costituzione della HaShomer e per questo licenziarono i soldati circassi di cui si servivano sino a quel momento. L'atto fu considerato ostile dagli arabi in quanto i soldati non musulmani (i circassi furono avvicendati da truppe di ebrei) non avrebbero potuto portare armi in terra d'Islam. Lo Jishuv fu quindi coinvolto negli scontri di Jaffa del 1908 e nel boicottaggio antiebraico di Hebron che si protrasse sino all'anno successivo e che comprese aggressioni e violenze delle quali, malgrado la compresenza in zona di componenti sioniste meno pacifiche, lo Jishuv fu obiettivo privilegiato.
Con l'ingresso degli immigrati nella componente ebraica della Palestina, la storia dell'Jishuv si fonde in quella del popolo d'Israele, talvolta chiamato con questo termine anche a fini amministrativi. Gli ebrei ebbero infatti una limitata rappresentatività politica e con questo nome furono interlocutori delle autorità reggenti durante il mandato britannico della Palestina (1920-1948).
Diverse opere sulla definizione del termine Yishuv e sul suo inquadramento storico e sociologico, sono state scritte fra gli altri da Yehoshua Kni'el, Hana Herzog e Firer.